# Râul Muncelu, Cârligate
Râul Muncelu este un curs de apă, afluent al râului Cârligate.